# Bảo tàng Quốc gia Trung Quốc
Bảo tàng Quốc gia Trung Quốc (中国国家博物馆, Trung Quốc quốc gia bác vật quán) là một bảo tàng quốc gia của Trung Quốc được đặt tại Quảng trường Thiên An Môn, Bắc Kinh. Bảo tàng hiện đang lưu giữ và trưng bày trên 1,3 triệu hiện vật liên quan tới lịch sử và văn hóa Trung Quốc. Đây là bảo tàng quốc gia cấp 1 của Trung Quốc do Bộ Văn hóa và Du lịch của nước này trực tiếp quản lý.

## Lịch sử

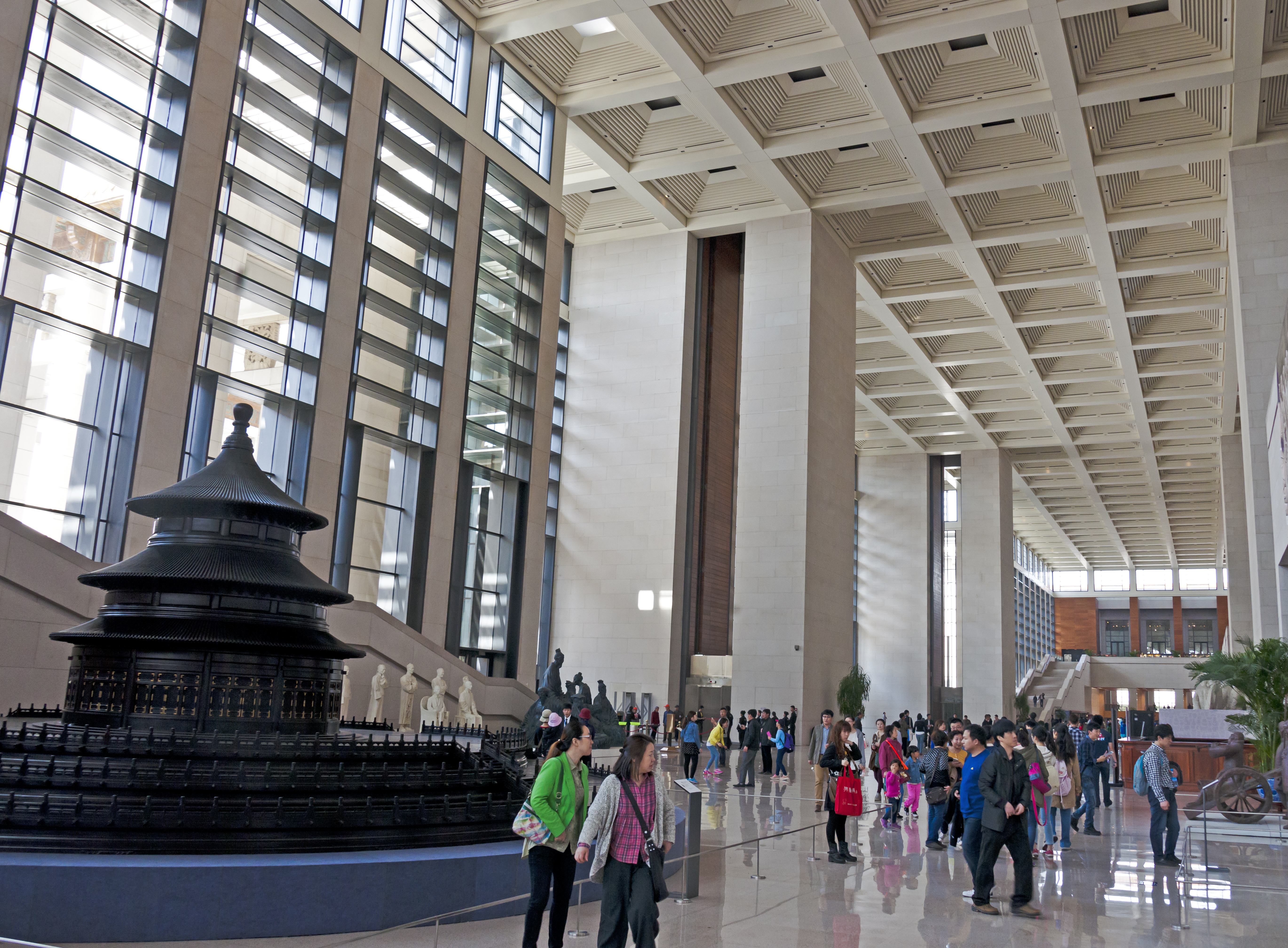
Tiền sảnh bảo tàng với mô hình Thiên Đàn năm 2014.

Bảo tàng Quốc gia Trung Quốc được chính thức thành lập năm 2003 thông qua việc hợp nhất hai bảo tàng riêng biệt vốn nằm cùng trong một tòa nhà bảo tàng từ năm 1959 là Bảo tàng Cách mạng Trung Quốc ở cánh phía Bắc (tiền thân là Văn phòng Bảo tàng Cách mạng Quốc gia được thành lập năm 1950 để lưu trữ hiện vật của Cách mạng Trung Quốc 1949) và Bảo tàng Quốc gia về Lịch sử Trung Hoa ở cánh phía Nam (tiền thân là Bảo tàng Lịch sử Quốc gia Bắc Kinh được thành lập năm 1949, và Văn phòng Bảo tàng Lịch sử Quốc gia được thành lập năm 1912 để lưu trữ các hiện vật quan trọng trong lịch sử Trung Quốc).
Tòa nhà ban đầu của Bảo tàng Quốc gia Trung Quốc được khánh thành năm 1959 trong khuôn khổ đại dự án Mười công trình lớn của Bắc Kinh (Bắc Kinh thập đại kiến trúc) nhằm kỷ niệm 10 năm ngày thành lập nước Cộng hòa Nhân dân Trung Hoa và nằm đối diện với Đại lễ đường Nhân dân - một công trình khác trong danh sách Thập đại kiến trúc. Nằm trên khu đất rộng 6,5 ha, tòa nhà này có mặt tiền lên tới 313 m và chiều sâu 149 m với 4 tầng cao tổng cộng 40 m.

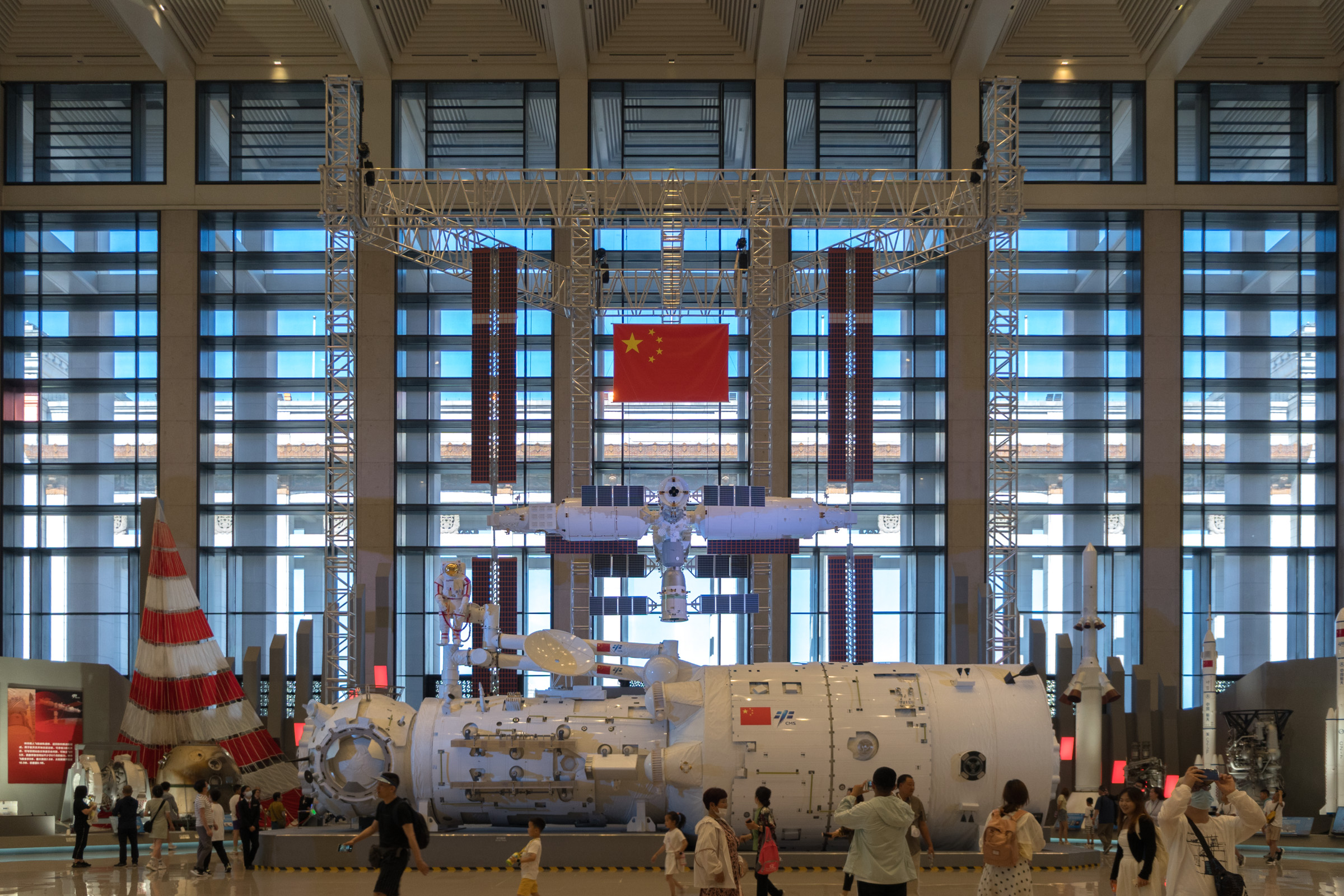
Sảnh phía Tây với phần trưng bày về Chương trình Thần Châu năm 2023.

Năm 2011, sau 4 năm trùng tu nâng cấp, Bảo tàng Quốc gia Trung Quốc được mở lại với 28 phòng trưng bày mới với diện tích mặt sàn trưng bày được tăng lên gấp 3 lần - khoảng gần 200.000 m2. Chịu trách nhiệm cho dự án trùng tu này là công ty thiết kế của Đức Gerkan, Marg and Partners. Trong thời kỳ Đại dịch COVID-19, bảo tàng phải đóng cửa trong phần lớn thời gian của năm 2020 khiến lượng khách tham quan giảm 78% còn 1,6 triệu lượt khách. Tuy nhiên, đến năm 2021 thì lượng khách đến tham quan bảo tàng dần phục hồi và Bảo tàng Quốc gia Trung Quốc được xếp thứ 2 trên thế giới về lượng khách tham quan, chỉ xếp sau Bảo tàng Louvre của Pháp.

## Bộ sưu tập
Các bộ sưu tập của Bảo tàng Quốc gia Trung Quốc lưu giữ trên 1 triệu hiện vật trong Lịch sử Trung Quốc trải dài từ di chỉ Người Nguyên Mưu (1,7 triệu năm trước) cho tới giai đoạn sụp đổ của Nhà Thanh vào đầu thế kỷ 20, trong đó có rất nhiều hiện vật quý hiếm không thể tìm thấy ở bất cứ bảo tàng nào khác ở Trung Quốc hay trên thế giới.
Trong số các hiện vật quan trọng nhất của bảo tàng có thể kể tới Đỉnh Hậu Mẫu Mậu (后母戊鼎) từ thời Nhà Thương (đồ tạo tác đồng thời cổ đại với trọng lượng nặng nhất thế giới, lên tới 832,84 kg), đồ đựng rượu hình vuông bằng đồng (tôn) thời nhà Thương với trang trí hình đầu cừu, chậu đựng nước bằng đồng thời Tây Chu, tấm phù bằng đồ mạ vàng thời nhà Tần được tạo hình con hổ, ngọc y (áo táng làm bằng tấm ngọc) thời nhà Hán được thêu bằng chỉ bằng vàng, và bộ sưu tập đồ sứ tam thải thời nhà Đường và đồ gốm sứ thời nhà Tống.
Bảo tàng Quốc gia Trung Quốc cũng có gian trưng bày lấy tên Phục hưng chi lộ (复兴之路) để giới thiệu về lịch sự hiện đại của Trung Quốc kể từ Chiến tranh nha phiến lần thứ nhất với trọng tâm là lịch sử Đảng Cộng sản Trung Quốc.

### Hình ảnh

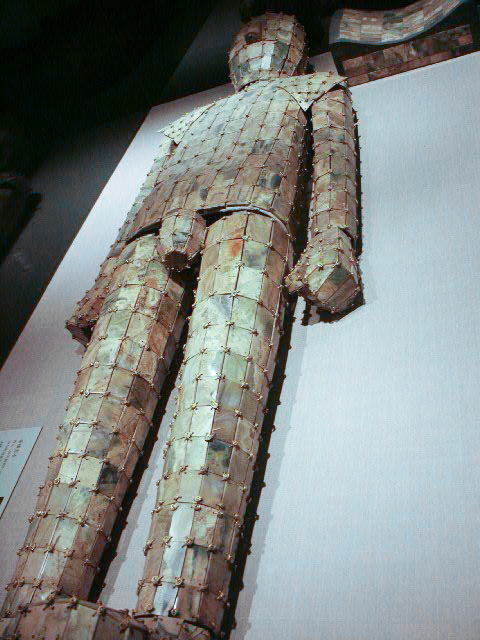
Ngọc y thời nhà Hán được làm từ các tấm ngọc và khâu bằng chỉ làm bằng vàng
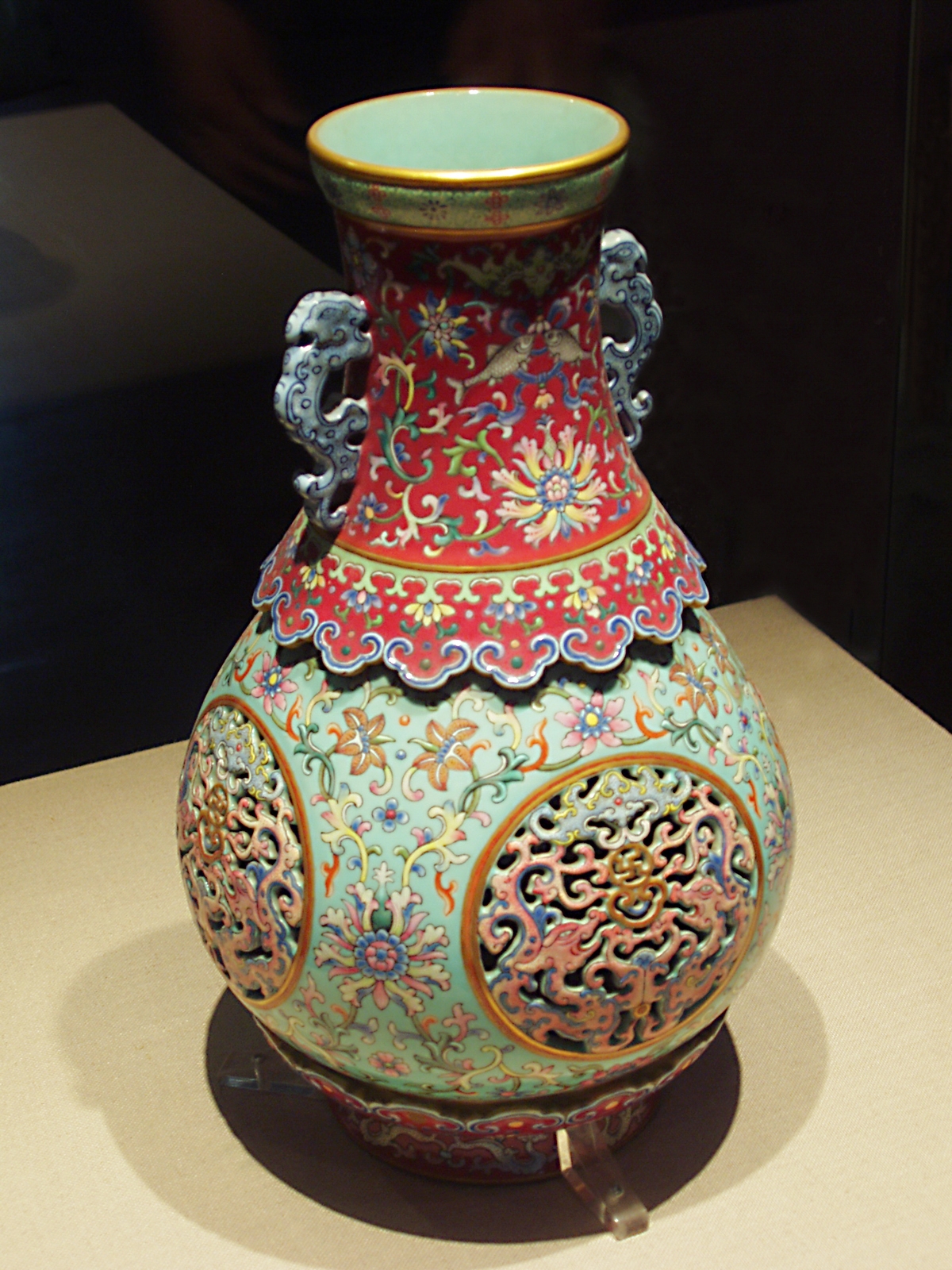
Bình gốm sứ trang trí thời Càn Long nhà Thanh
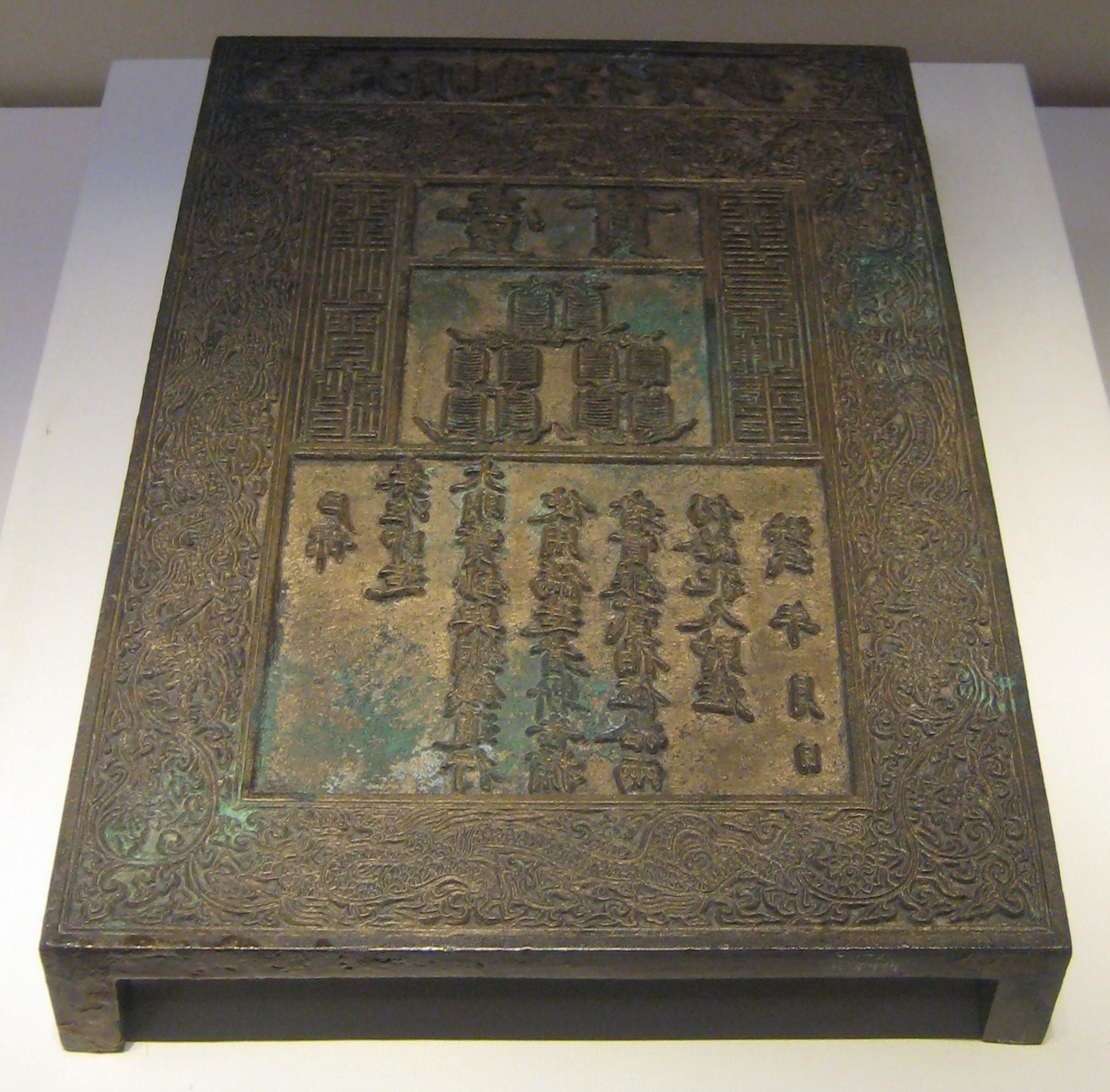
Bản in bằng đồng để in tiền giấy thời nhà Minh
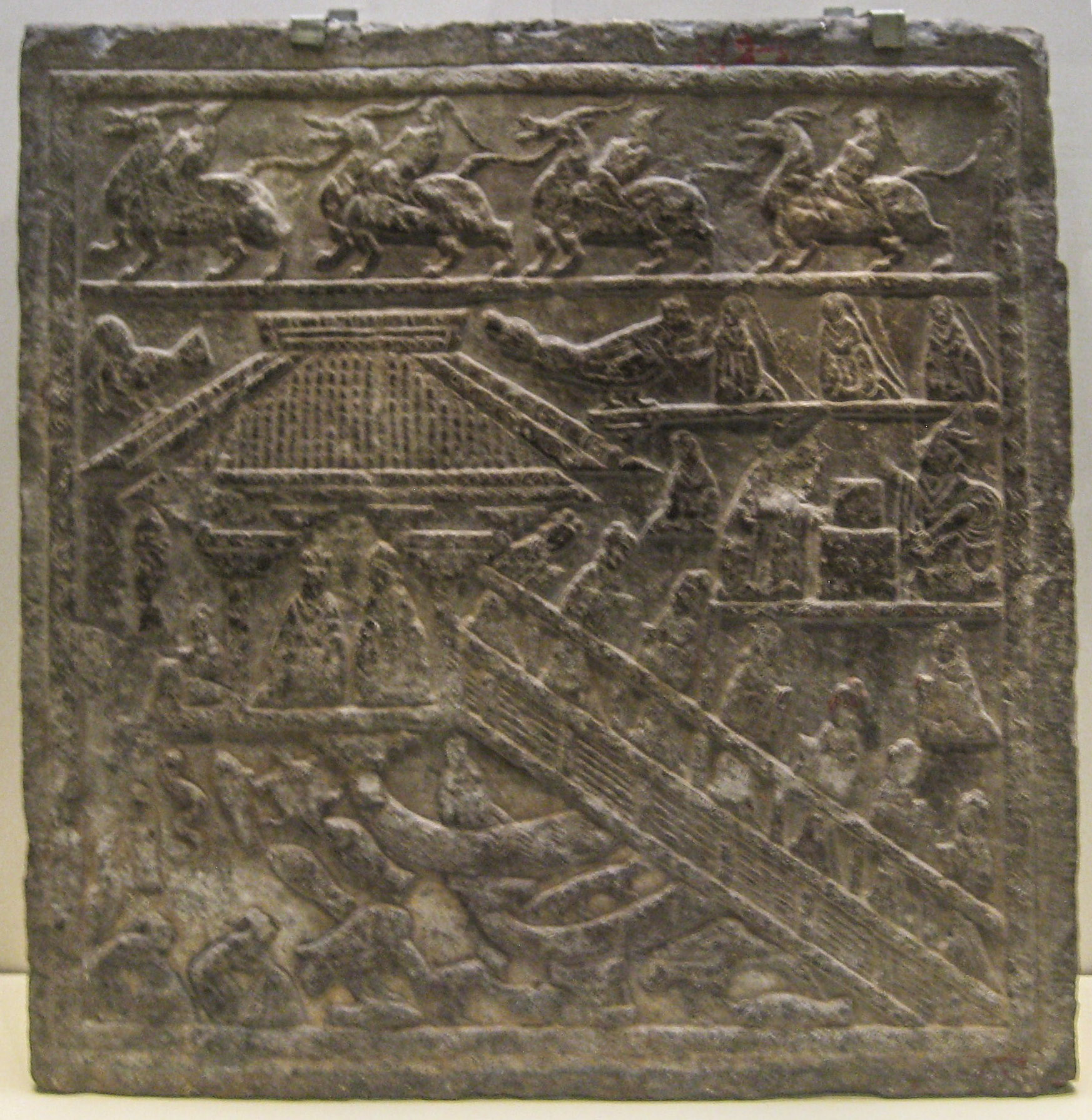
Tranh khắc trên đá thời Đông Hán thể hiện một lầu vọng cảnh bên hồ với cá, rùa, và ngỗng
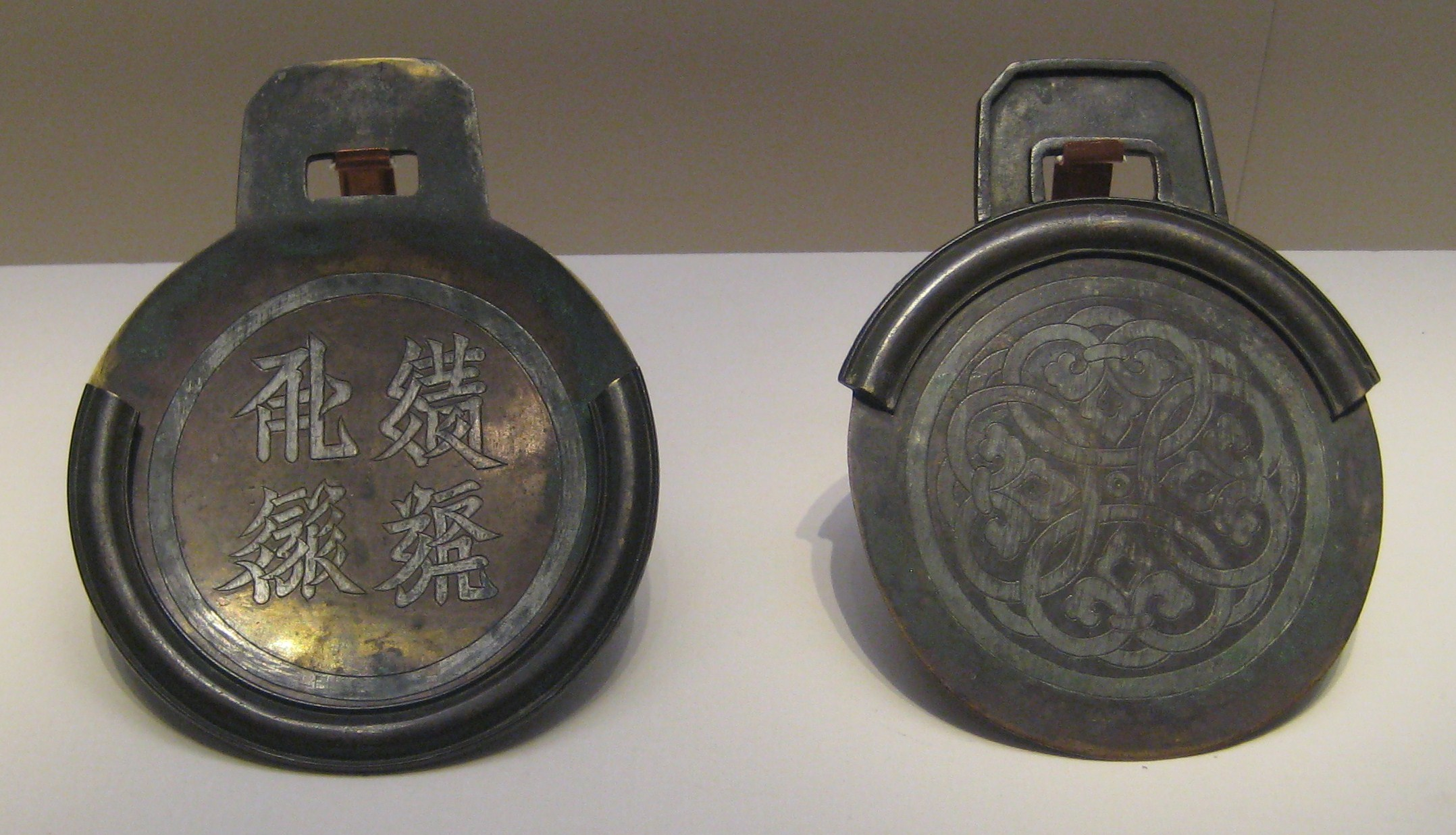
Hai sắc bài khắc chữ Tây Hạ
A Phụ Hảo hào tôn - bình đựng rượu bằng đồng hình con cú, lấy từ mộ của Phụ Hảo phu nhân thời nhà Thương, thế kỷ 13 trước CN
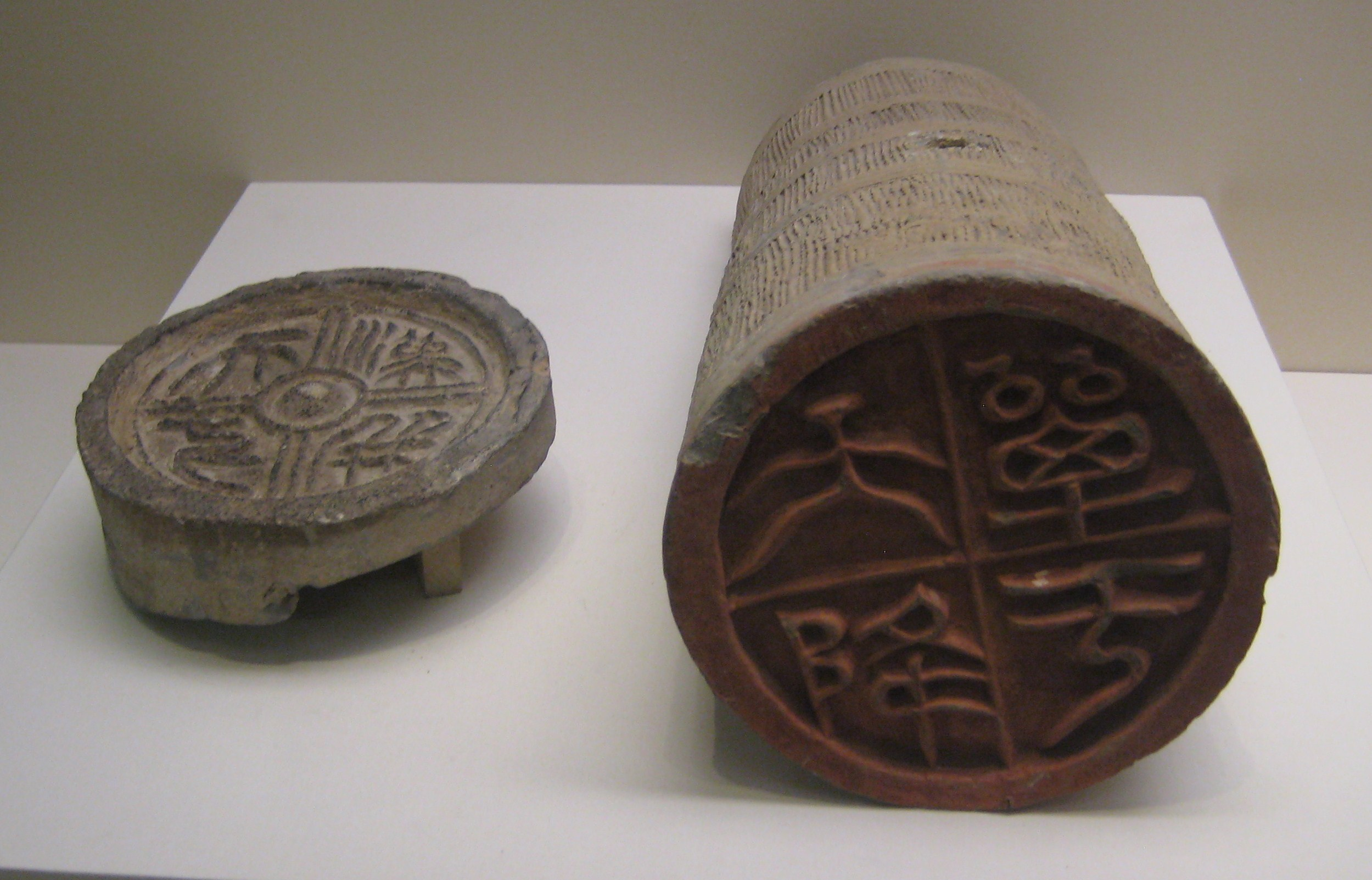
Đầu ngói đất nung thời Tây Hán
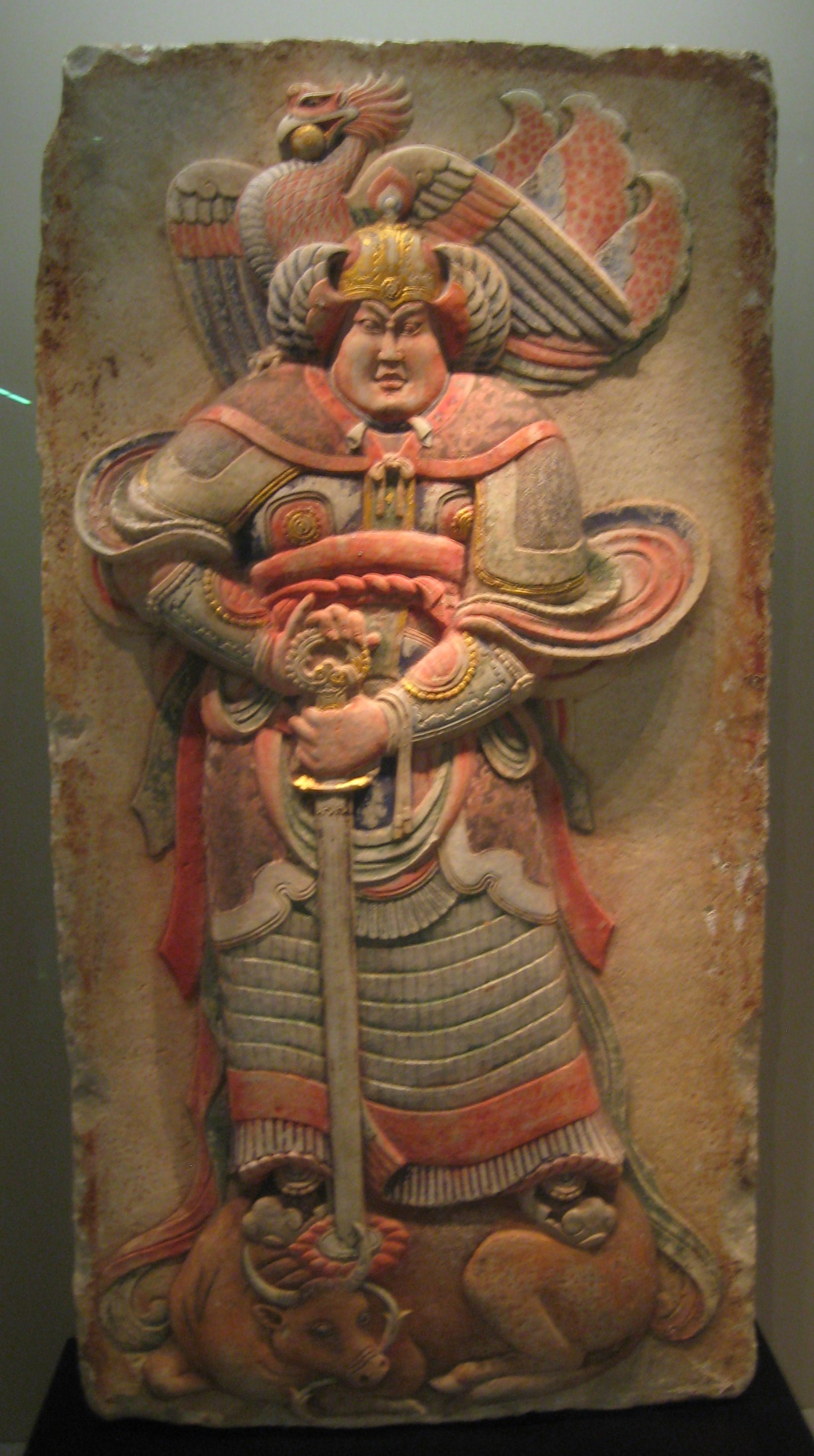
Tranh màu khắc trên đá thể hiện một tướng thời nhà Lương
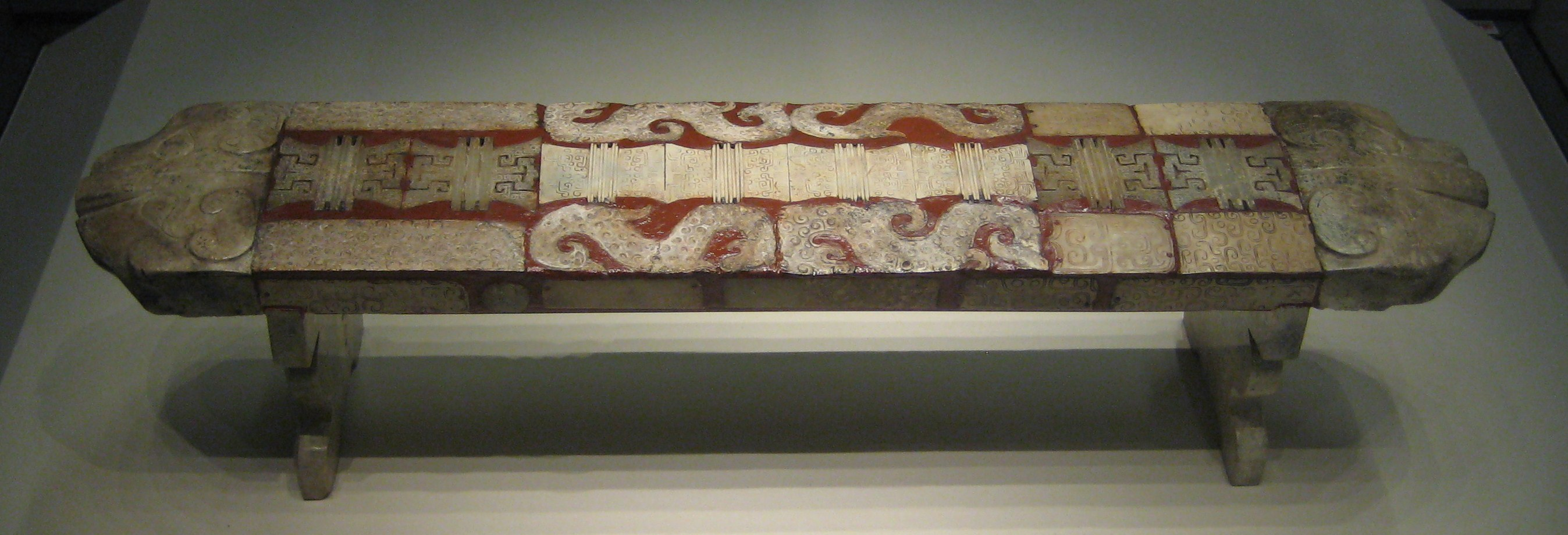
Gối ngọc với họa tiết rồng thời Tây Hán lấy từ mộ của Sở Vương ở Từ Châu
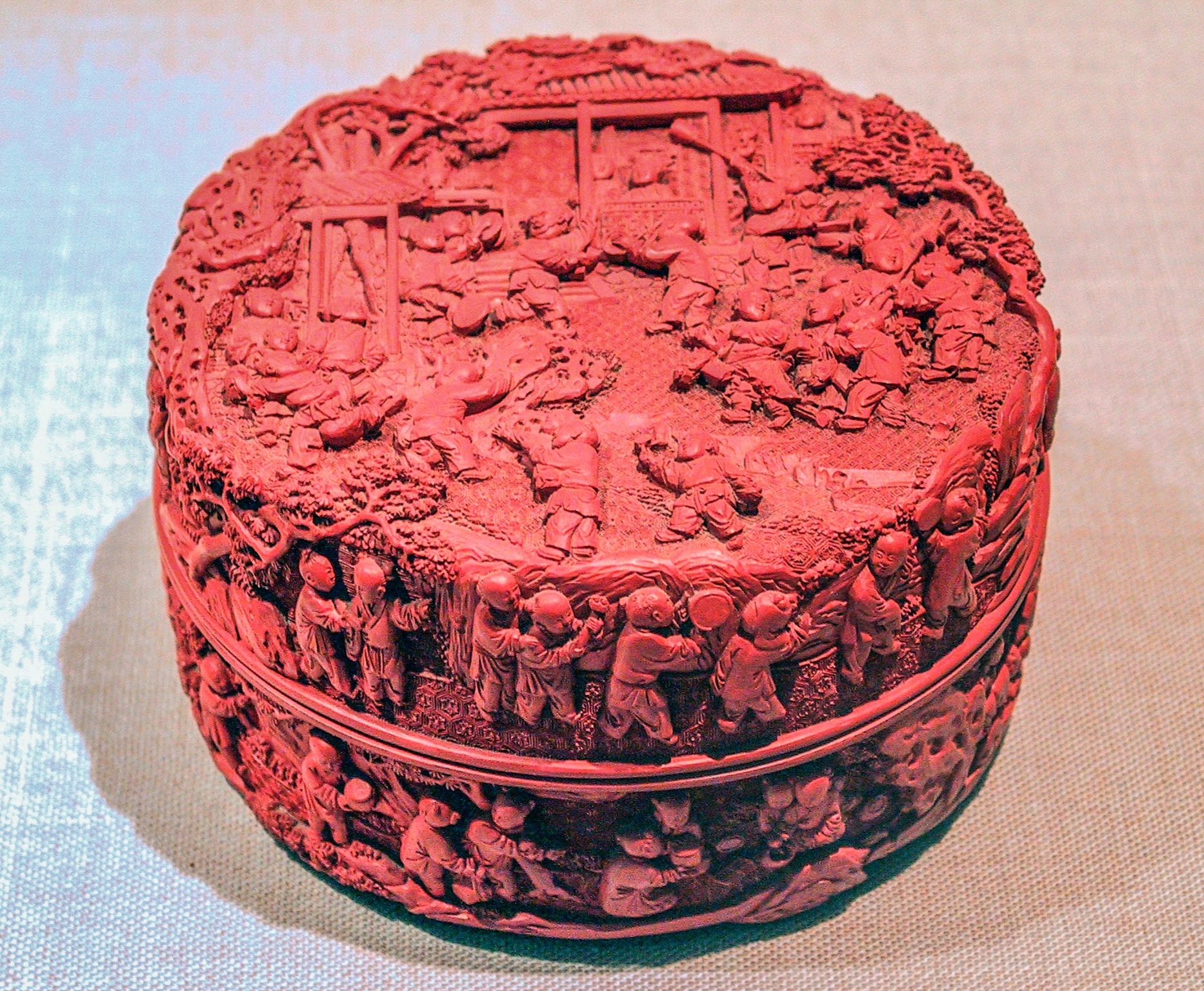
Hộp sơn mài đỏ thời nhà Thanh
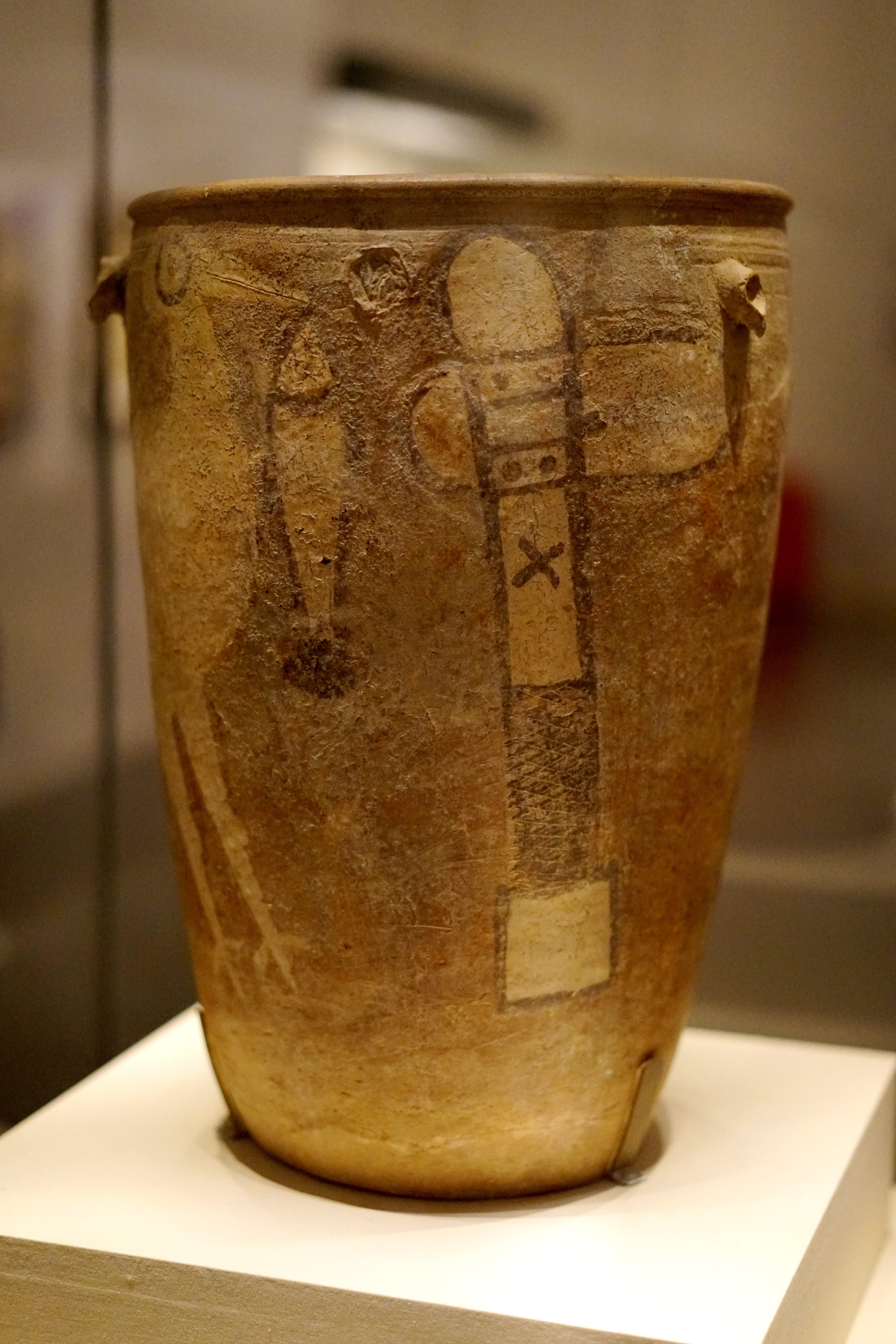
Bình đất nung thời đồ đá mới của Văn hóa Ngưỡng Thiều thể hiện hình ảnh con cò đang bắt cá
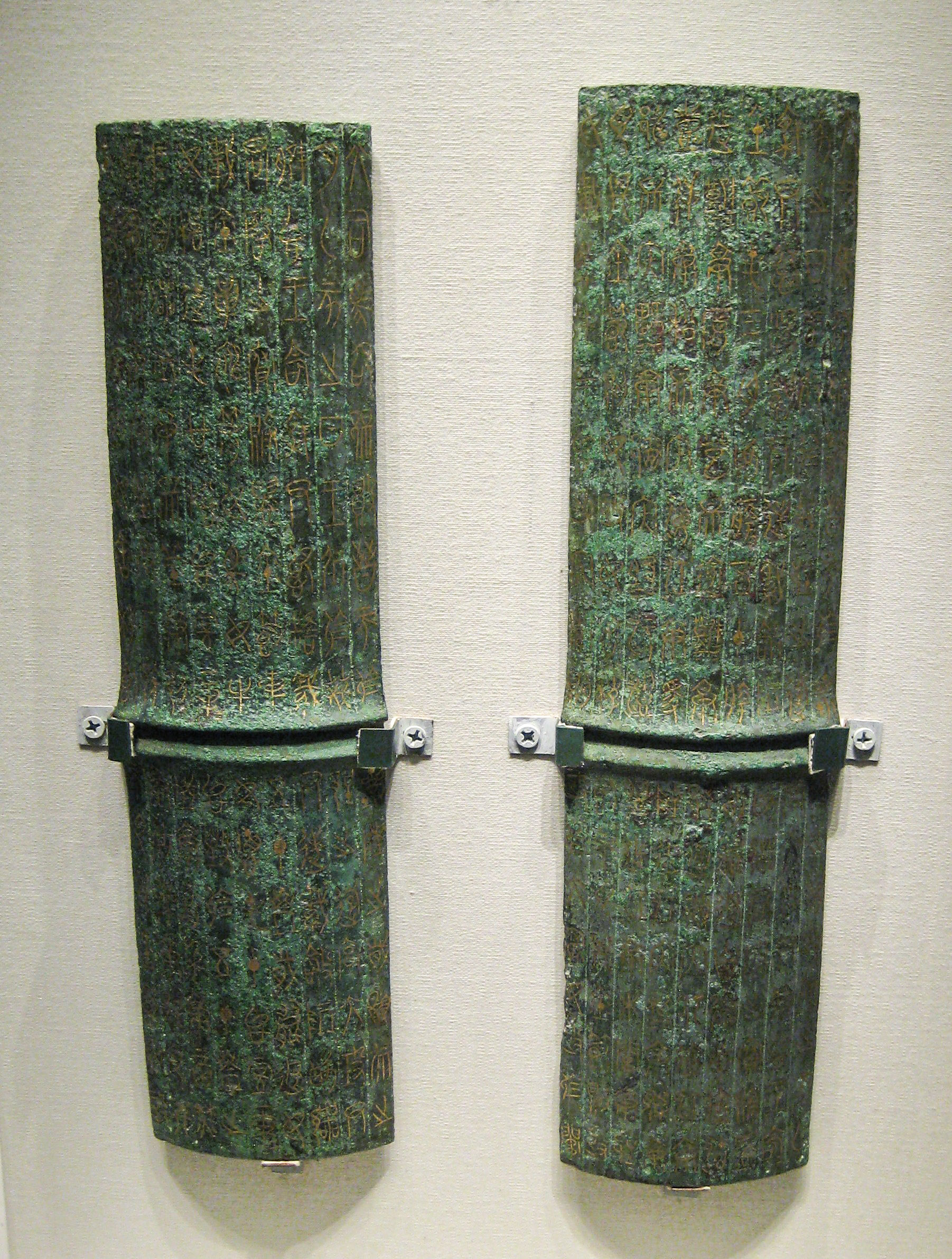
Ngạc quân khải tiết có nguồn gốc từ nước Sở thời Chiến Quốc
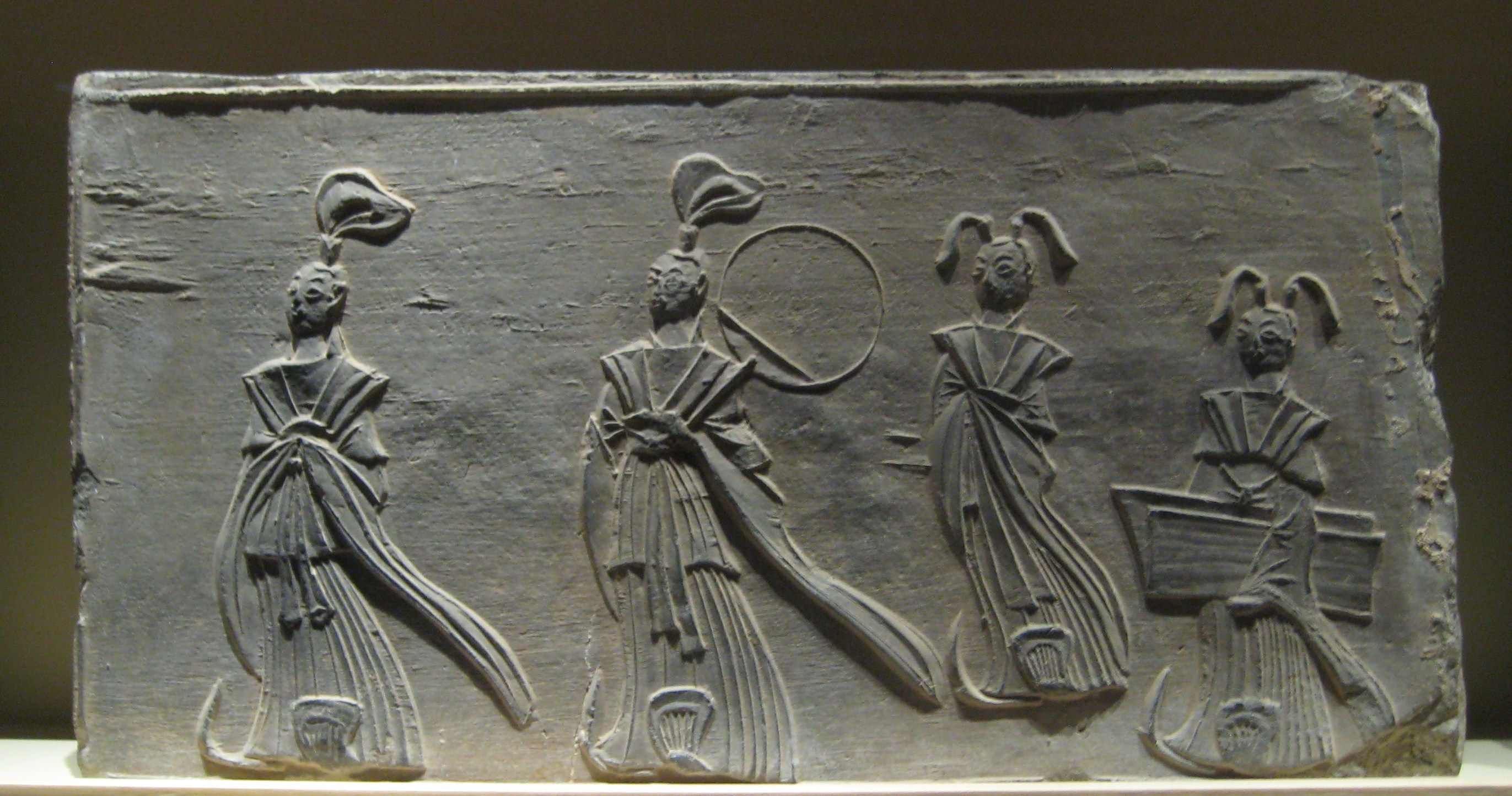
Gạch có hoa tiết thể hiện hình ảnh hai học giả và hai nữ hầu thời Nam triều
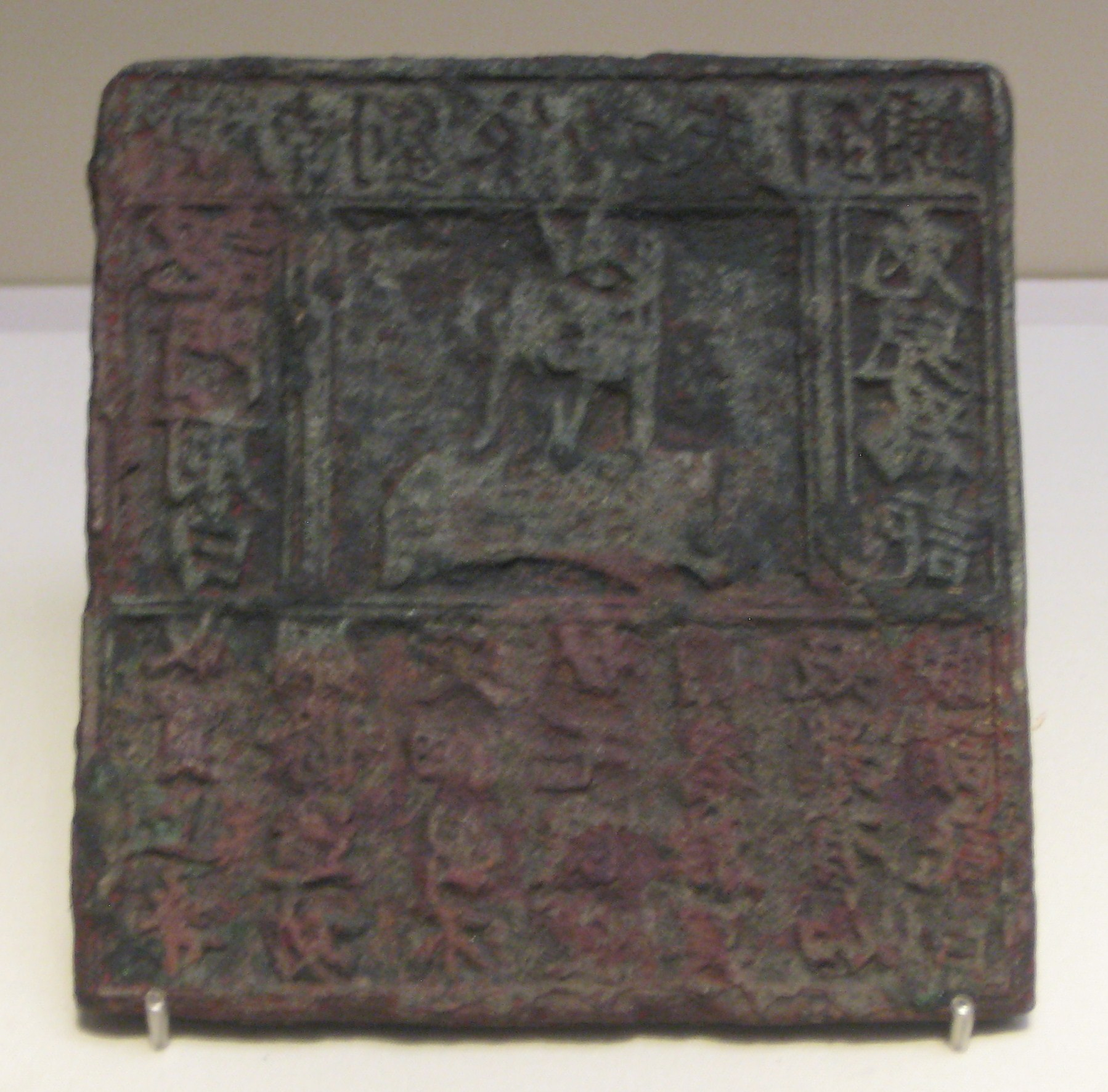
Tế Nam Lưu gia công phu châm phô - bản quảng cáo bằng đồng của Lưu gia ở Tế Nam thời nhà Tống. Một trong những ví dụ sớm nhất của việc quảng cáo thương mại
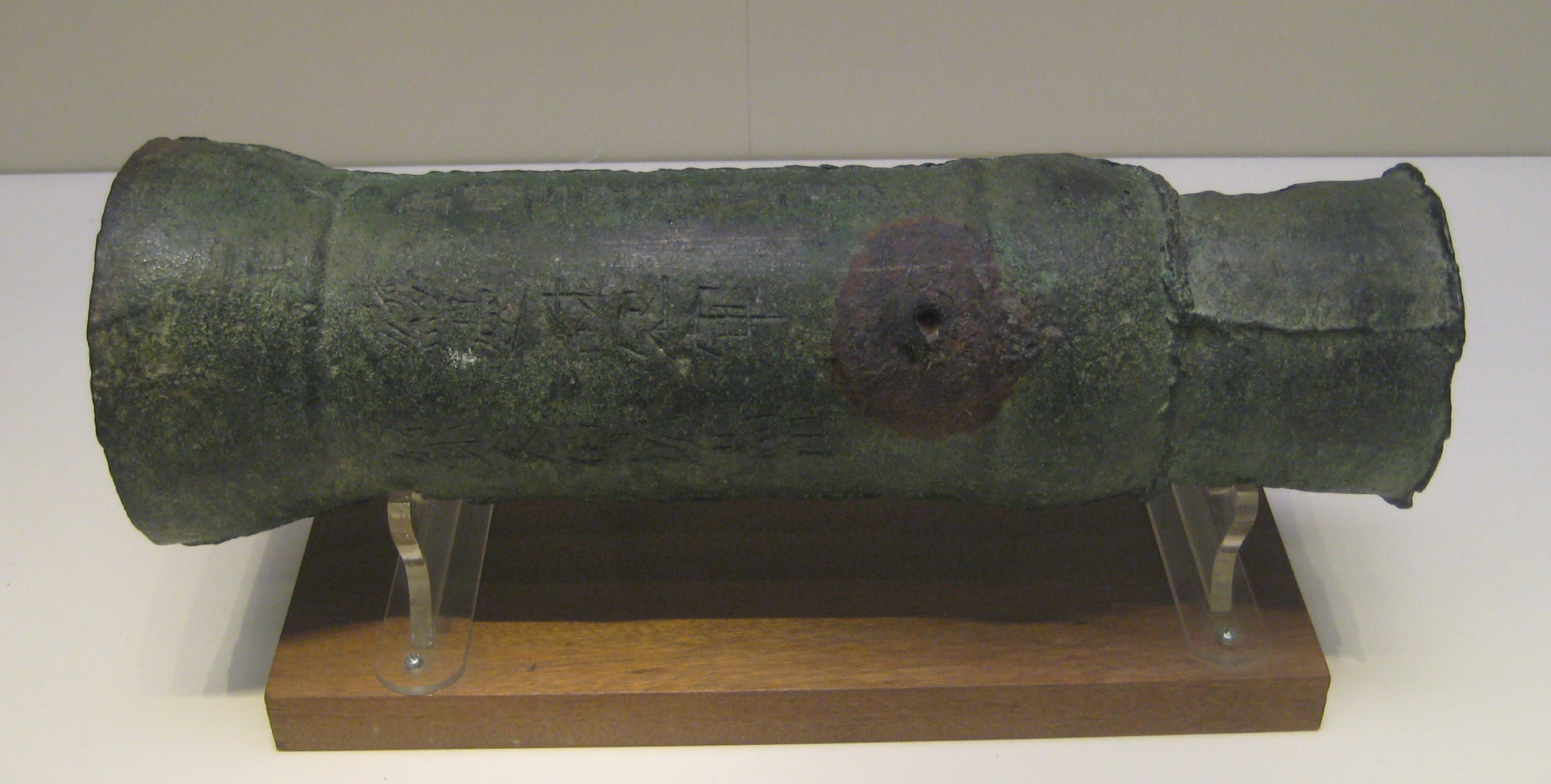
Súng bằng đồng thời Hốt Tất Liệt nhà Nguyên
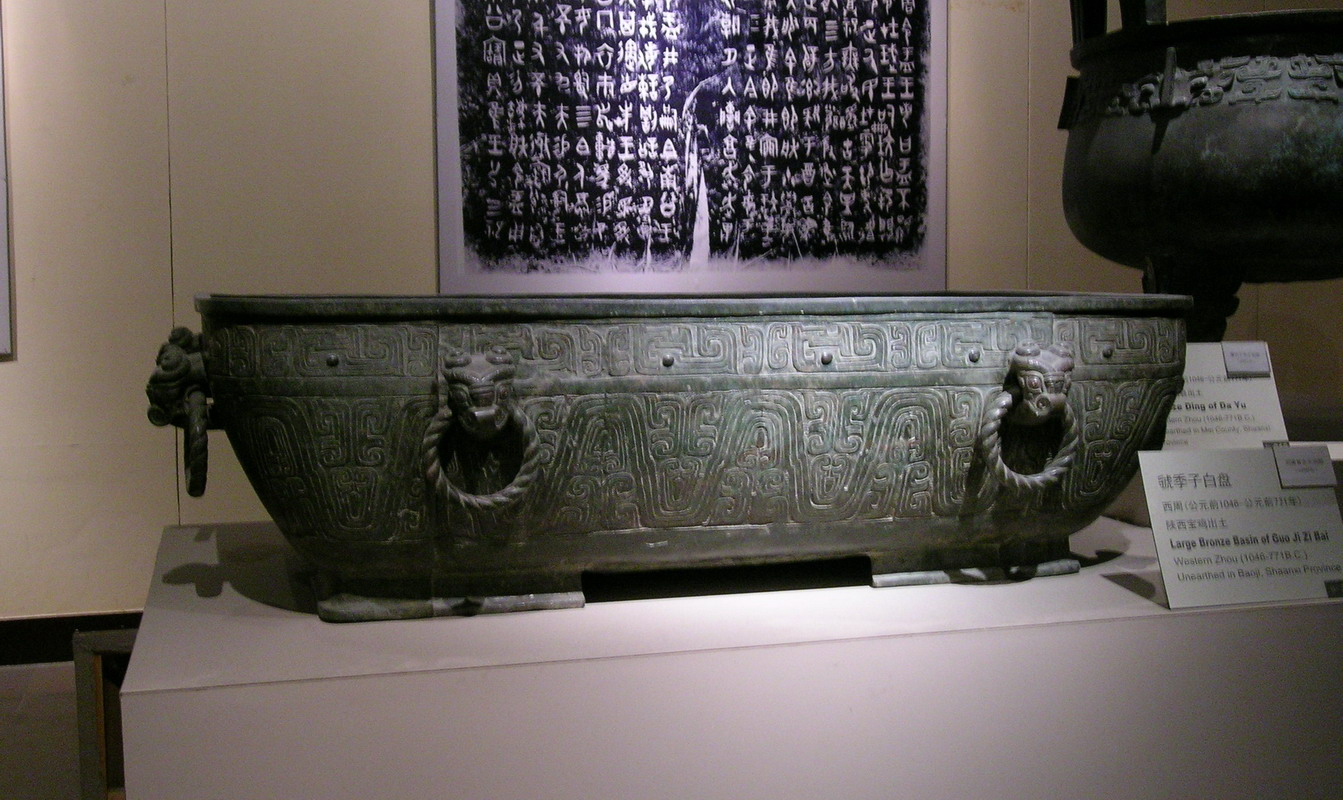
Quắc Quý Tử Bạch bàn - chậu đựng nước lớn bằng đồng từ thời Tây Chu
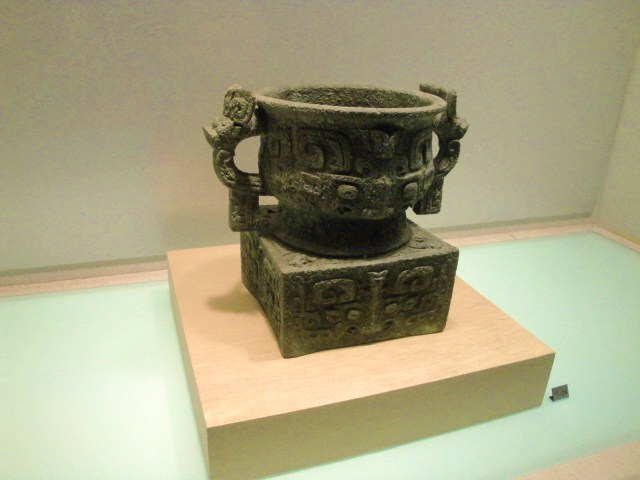
Lợi quỹ - bình thờ bằng đồng thời nhà Chu - đây là hiện vật duy nhất có họa tiết đề cập tới Trận Mục Dã
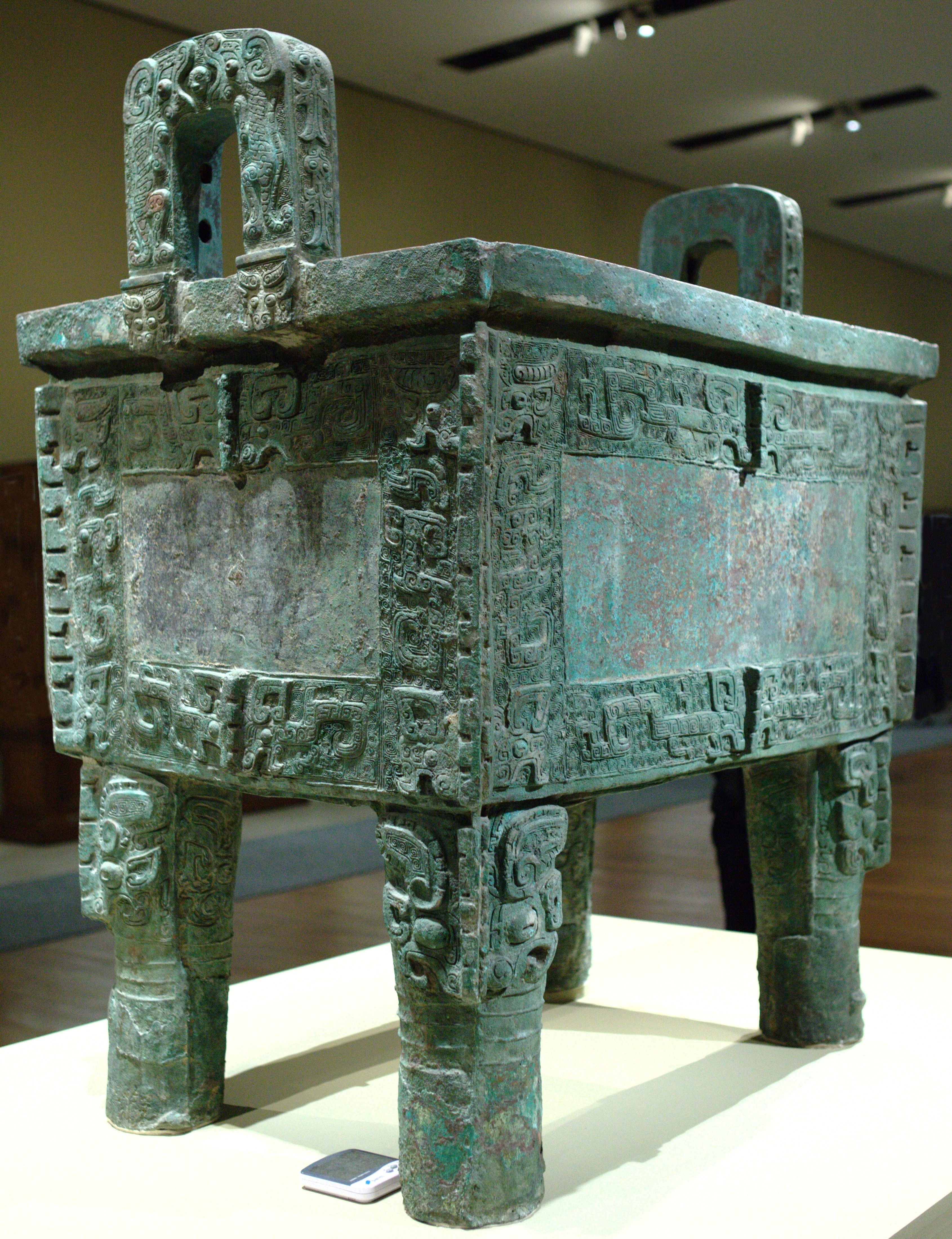
Đỉnh Hậu Mẫu Mậu, hiện vật bằng đồng thời cổ đại lớn nhất hiện được tìm thấy, xuất xứ thời cuối nhà Thương ở An Dương, Hà Nam
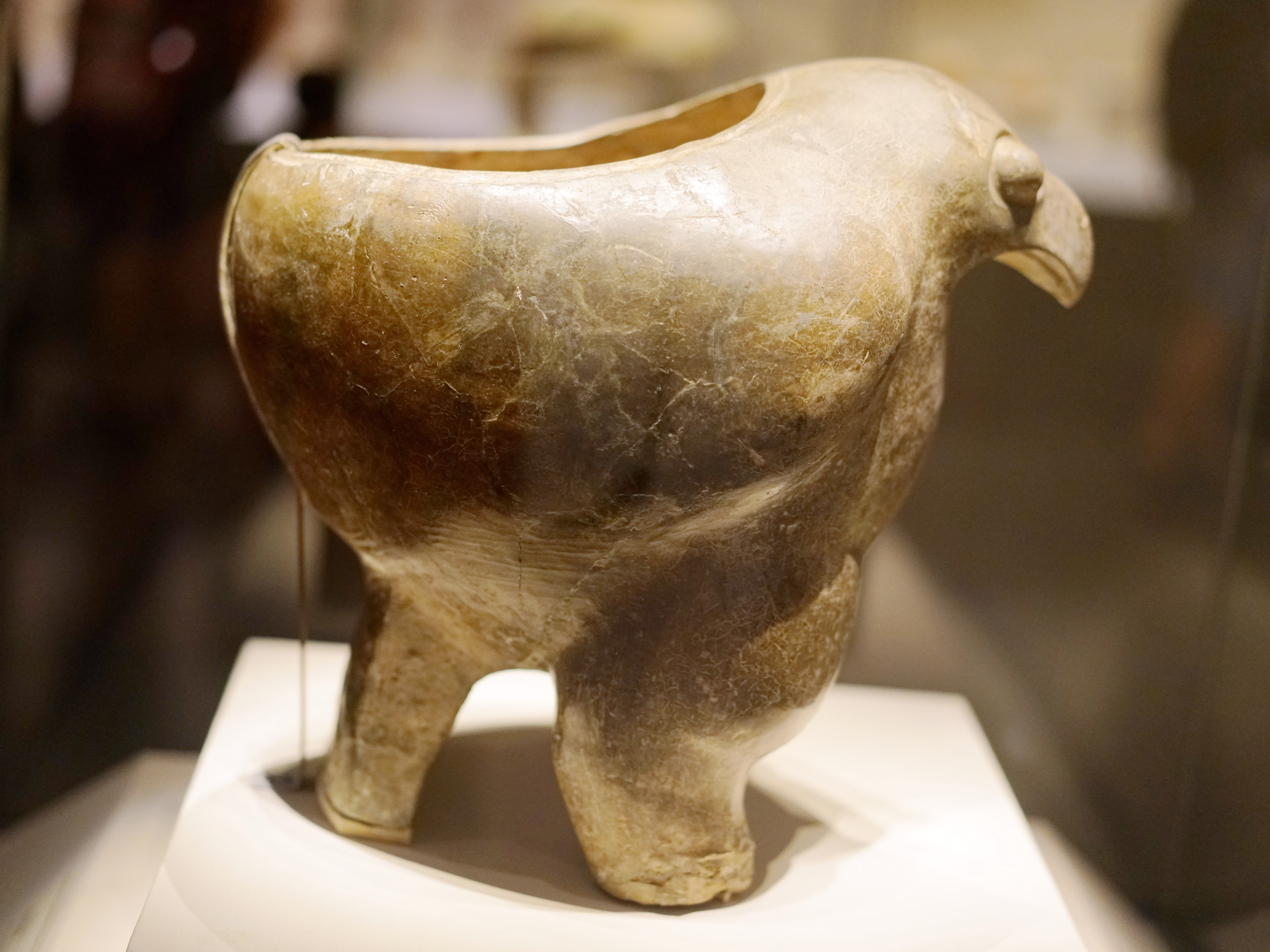
Bình đất nung hình diều hâu thuộc Văn hóa Ngưỡng Thiều
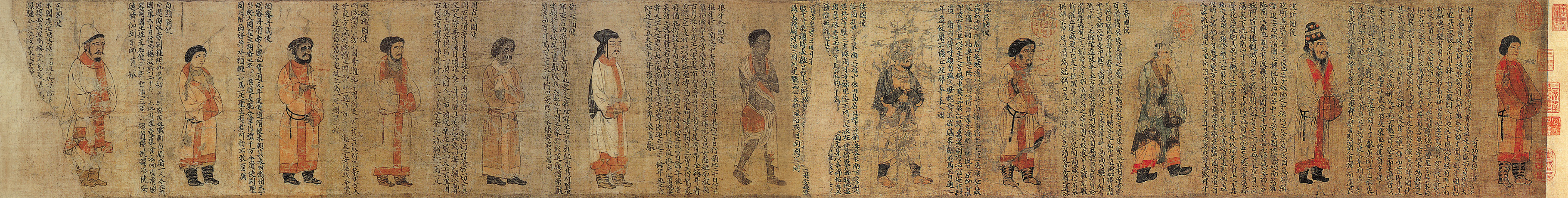
Bản chép thời nhà Tống của bức Chức cống đồ từ thế kỷ 6, thể hiện sứ giá từ các nước lân bang đến triều cống nhà Lương